# Boite à dormir
 (août 2012).
Si vous disposez d'ouvrages ou d'articles de référence ou si vous connaissez des sites web de qualité traitant du thème abordé ici, merci de compléter l'article en donnant les références utiles à sa vérifiabilité et en les liant à la section « Notes et références ».
La boite à dormir (en anglais sleeper box), aussi appelée le compartiment-couchette, courante sur les véhicules articulés d'Amérique du Nord, est un compartiment volumineux qui se trouve à l'arrière de la cabine d'un tracteur ou d'un porteur routier, dans lequel se trouve la couchette, servant ainsi d'espace de vie et de repos du conducteur.

## Intérêt
L'intérêt d'un tel aménagement est de pouvoir réutiliser le compartiment sur un nouveau tracteur ce qui permet de réduire le prix d'achat du véhicule.

## Description
Un tracteur routier équipé d'une cabine avec compartiment-couchette se différencie de celui que l'on nomme le camion à cabine profonde en Europe, par le fait que ce compartiment est indépendant du poste de conduite, alors que la cabine profonde est simplement une extension de la cabine dite cabine courte, sans séparation du poste de conduuite. En général les compartiments-couchette sont dotés d'une climatisation, d'un chauffage, d'un téléviseur, d'une penderie, et parfois d'un espace cuisine.

Différents types de compartiment couchette
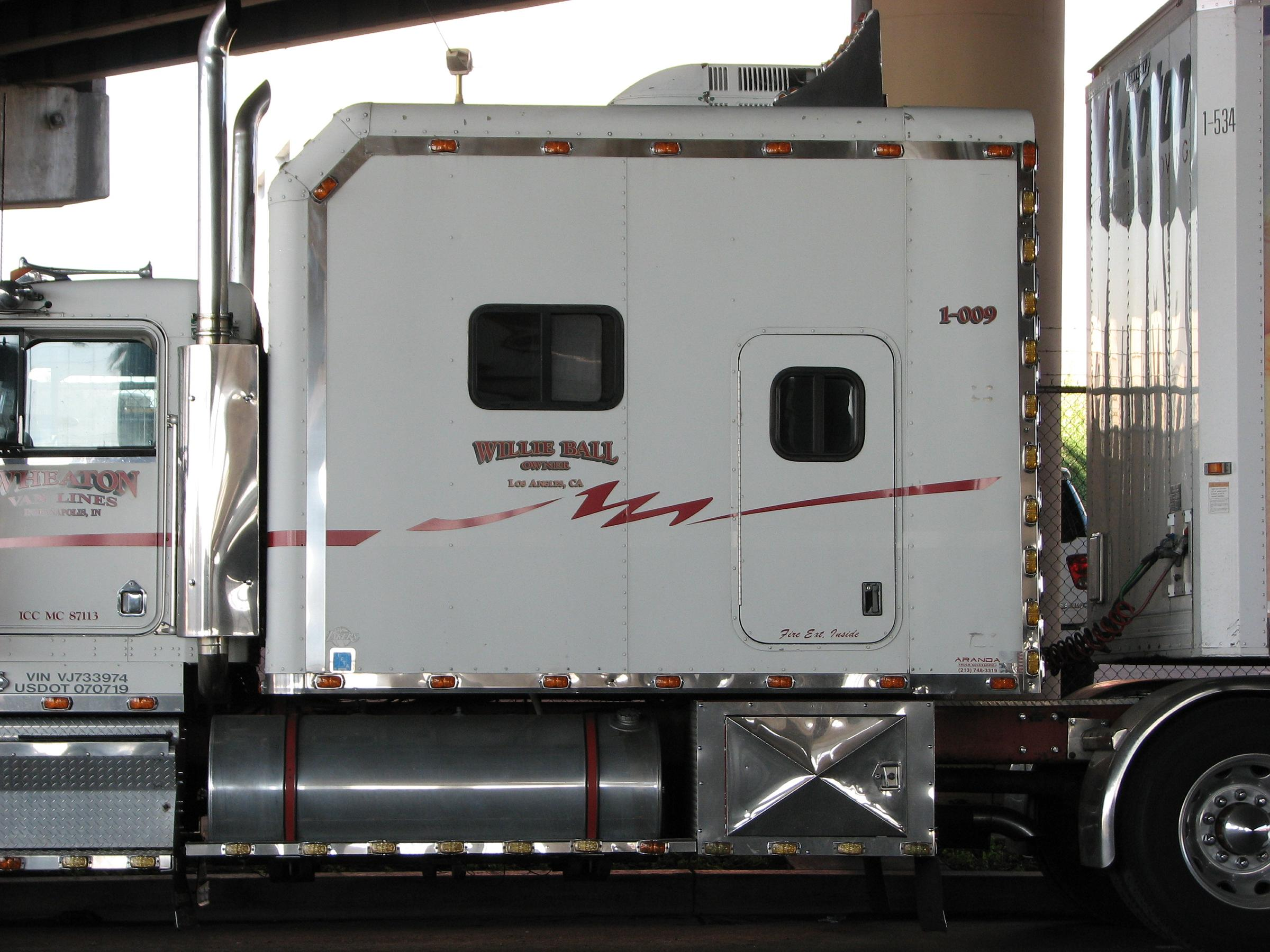
Un compartiment-couchette surmonté d'un climatiseur et d'un déflecteur aérodynamique, sur un tracteur routier (Los Angeles 2007)
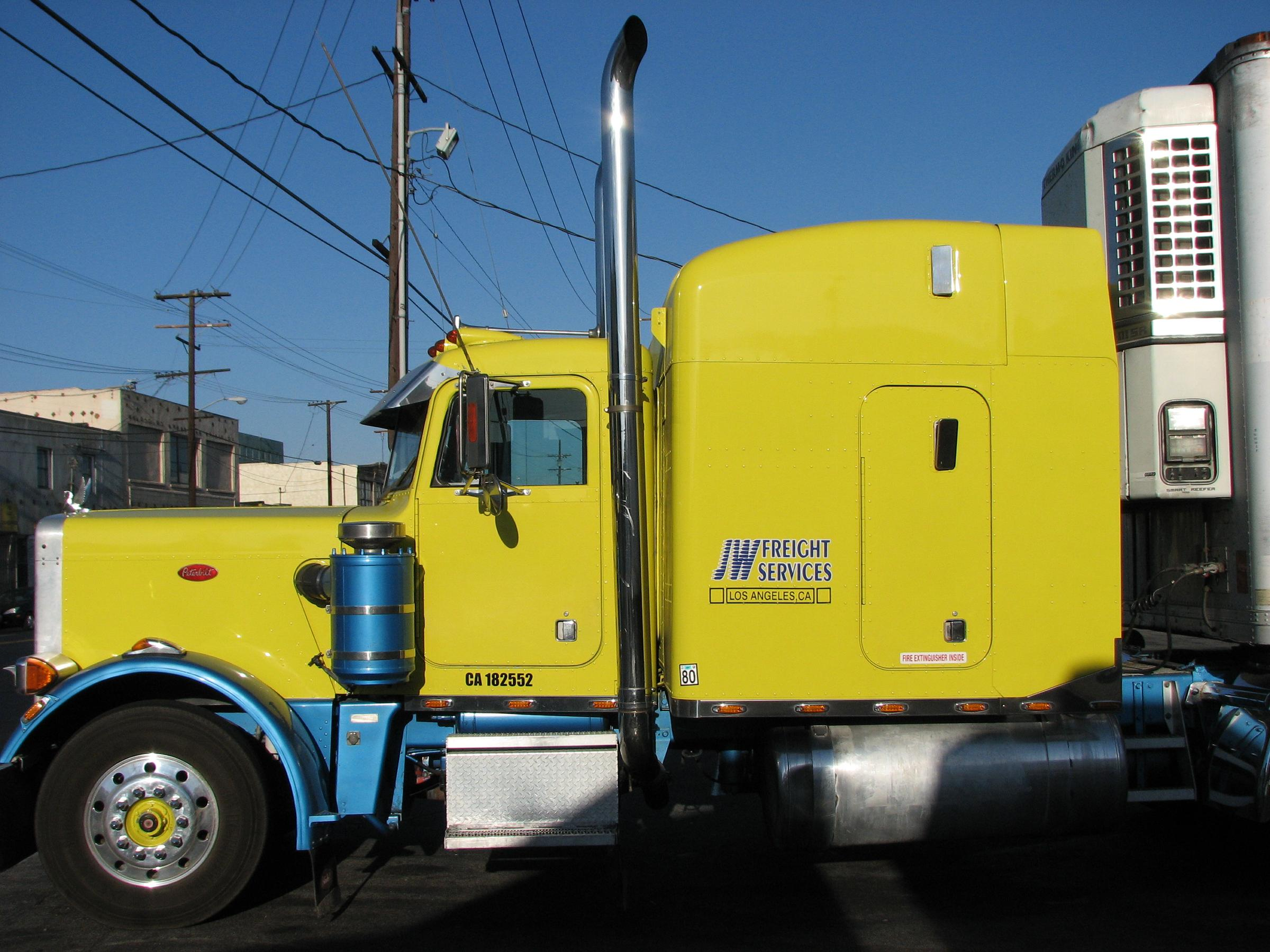
Un tracteur routier Peterbilt, avec un compartiment-couchette et sa porte d'entrée latérale (2007)